# Красний (струмок)
Крáсний — струмок у Міжгірському районі Закарпатської області України. Права притока Тереблі. 
Знаний тим, що витікає з озера Синевир — найбільшого високогірного озера України. Розташований у середньогірній частині Українських Карпатах — Горганській Верховині.

## Опис та походження
Струмок Красний розташований в одному з наймальовничіших куточків Українських Карпат. Бере свій початок у водах озера Синевир. Територія є частиною Національного природного парку «Синевир».

Синевир має форму природної чаші, що наповнюється водою з декількох високогірних струмків. Озеро ніколи не переповнюється і не виходить з берегів. Зайва вода витікає з нього, просочуючись через ґрунт і долаючи складну дренажну систему берегів озера, які слугують своєрідним природним фільтром. Цей потік води, що витікає з Синевиру, і формує струмок Красний.

Вода в Синевирському озері належить до гідрокарбонатно-сульфатного типу. Мінералізація води змінюється залежно від рівня його наповнення.

На початку свого русла струмок Красний є підземним, і лише за бл. 150 м. від озера він витікає на поверхню. Завдяки проходженню природних фільтрів через гірські породи вода у струмку є ідеально чистою та має збалансований склад солей та мінералів.

## Координати
48°37'00.5"N 23°41'19.7"E